# تن‌فروشی در چین

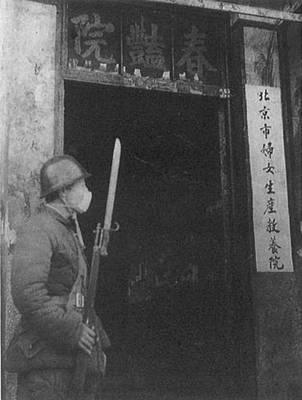
یک مرکز بازپروری روسپیان در سال ۱۹۴۹

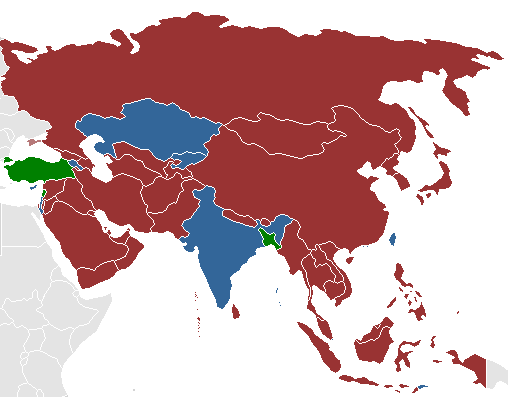
روسپی‌گری قانونی و کنترل شده
روسپی‌گری (برای کسب در آمد) قانونی است اما فاحشه‌خانه قانونی نیست
روسپی‌گری غیرقانونی
بدون اطلاعات

حزب کمونیست چین پس از به دست گرفتن قدرت در سال ۱۹۴۹ شروع به اقداماتی برای نابود کردن روسپیگری در چین کرد که این عملیات تا دههٔ ۱۹۶۰ ادامه داشت. از زمانی که دولت کنترل خود را بر جامعه در دههٔ ۱۹۸۰ کاهش داد، روسپی‌گری نه تنها بیشتر از پیش پدیدار شد بلکه در هر دو ناحیهٔ روستایی و شهری چین نیز دیده می‌شود. با وجود تلاش‌های دولت روسپی‌گری هم‌اکنون در چین تبدیل به یک صنعت شده‌است که برای اداره‌کنندگان و سایر فعالیت‌های حاشیهٔ آن سود مالی بالایی دارد. افزایش روسپی‌گری خود باعث تأثیر بر دیگر جرایم از جمله جرایم سازمان‌دهی شده، فساد سیاسی و مشکل بیماری‌های مقاربتی شده‌است. برای مثال یک عضو رسمی حزب کمونیست چین که فعالیت‌هایی علیه فساد داشت زمانی که با یک روسپی روس در یک اتاق هتل دستگیر شد از مقام خود برکنار شد.
هر ساله هزاران روسپی روس به چرخهٔ روسپی‌گری در چین اضافه می‌شوند. روسپی‌گری در چین با شاخص‌هایی چون مکان و قیمت، تعریف و طبقه‌بندی می‌شود. روسپی‌ها از طبقات مختلف اجتماعی می‌باشند، بیشتر آن‌ها زن هستند ولی در بین آن‌ها روسپی‌های مرد نیز دیده می‌شود. مکان‌های روسپی‌گری شامل هتل‌ها، مکان‌های آوازخوانی و سالن‌های زیبایی می‌شود. دولت جمهوری خلق چین همواره در موضوع روسپی‌گری سخت‌گیری کرده و روش‌های دوگانه‌ای را در برخورد با این پدیده در پیش گرفته‌است. گاهی با آن به صورت یک جرم برخورد می‌کند و گاهی به صورت بدرفتاری با آن برخورد می‌کند. با بازنگری بر موضوع فحشا در دههٔ ۱۹۸۰ دولت یک سیستم قانونی برای آن وضع کرد که شامل فعالیت‌های نهادهایی چون دادگاه و پلیس می‌شد. این سیستم مبارزاتی به رهبری پلیس برای ایجاد نظم اجتماعی استوار بود. با این وجود گروه‌های غیردولتی فشارهایی را برای حذف استفاده از نظام قضایی برای برخورد با پدیدهٔ روسپی‌گری اعمال کرده‌اند.

## روسپی‌گری در دورهٔ مائوئیست‌ها
به دنبال پیروزی حزب کمونیست چین، مقامات محلی دولتی اعلام کردند که روسپی‌گری باید از بین برود. یک ماه پس از به دست آوردن قدرت در پکن در ۳ فوریهٔ ۱۹۴۹، شهردار جدید پکن اعلام کرد که پلیس کنترل فاحشه‌خانه‌ها را به دست گرفته‌است. در ۲۱ نوامبر همهٔ ۲۲۴ فاحشه‌خانه در پکن بسته شدند. در عرض ۱۲ ساعت ۱۲۸۶ روسپی و ۴۳۴ مالک، مدیر و دلال محبت توسط ۲۴۰۰ مأمور دستگیر شدند. البته این سرعت عمل تنها در شهر پکن امکان‌پذیر شد، در شهرهای دیگر به خاطر کمبود بودجه و نیروی انسانی این اقدامات آهسته‌تر انجام شد. اقدامات مشابهی در سه شهر دیگر چین نیز انجام شد. این اقدامات بدین گونه بود که مشتریان فاحشه‌خانه‌ها را تحت فشار قرار می‌دادند. این موضوع باعث کاهش تعداد فاحشه‌خانه‌ها در شهرهای چین شد پس از آن که دولت تصور کرد که دیگر فاحشه‌خانه‌ای فعال نیست برنامه‌ای را با عنوان بازپروری آغاز کرد. بالاترین میزان اجرای این برنامه در شهر شانگهای انجام شد جایی که تعداد روسپی‌ها پس از جنگ ژاپن و چین به ۱۰۰٬۰۰۰ نفر رسیده بود.
تا ابتدای دههٔ ۱۹۶۰ بیشتر پیشگیری‌ها بر روی فحشای آشکار متمرکز شده بود. حزب کمونیست چین اعلام کرد که هم‌زمان با اجرای این طرح بیماری‌های مقاربتی کاهش پیدا کرده‌است. دولت همچنین اعلام کرد که همهٔ ۲۹ نوع بیماری مقاربتی در چین تا سال ۱۹۶۴ از بین رفته‌است.

## روسپی‌گری پس از ۱۹۷۸

### گسترش
تجدید حیات روسپی‌گری در چین هم‌زمان با اجرای اصلاحات اقتصادی چین توسط دنگ شیائوپینگ در سال ۱۹۷۸ بود. بر اساس آمارها از سال ۱۹۸۲ میزان روسپی‌گری علی‌رغم اقدامات دولت هر ساله افزایش پیدا کرد. بین سال‌های ۱۹۸۹ و۱۹۹۰، ۲۴۳٬۱۸۳ نفر به خاطر شرکت در فعالیت‌های مرتبط با روسپی‌گری دستگیر شدند. یکی از کارشناسان چینی معتقد است که دولت تنها ۳۰ درصد از آمار واقعی افراد فعال در این کار را اعلام کرده‌است. نقش روسپی‌گری در اقتصاد چین در حال افزایش است. نزدیک به ۱۰ میلیون نفر در این زمینه کار می‌کنند و میزان مصرف کالا توسط روسپیان حدود یک تریلیون یوآن می‌باشد. به دنبال برخورد پلیس چین با روسپی‌گری در سال ۲۰۰۰ یک اقتصاددان چینی تخمین زد که بیکاری زنان روسپی و کاهش مصرف کالا توسط آن‌ها باعث کاهش یک درصدی رشد اقتصادی چین شده‌است. تجدید حیات روسپی‌گری در ابتدا از شرق و مناطق پرجمعیت چین آغاز شد ولی پس از مدتی در مناطق دورافتاده و توسعه‌نیافتهٔ چین همچون تبت نیز گسترش پیدا کرد. در دههٔ ۱۹۸۰ روسپی‌های چین را محصلان فقیر، زنان روستایی مهاجر از مناطق دورافتاده‌ای همچون سیچوآن تشکیل می‌دادند. پس از یک دهه بیشتر افراد روسپی از روی میل و خواستهٔ خود وارد کار روسپی‌گری شده‌اند. رسانه‌های دولتی توجه خود را بیشتر متوجه دختران دانشجوی مقیم شهرهای بزرک کرده‌اند. بر اساس آمار بیش از ۴۶ درصد از دانشجویان مشغول تحصیل در چین پیشنهادهایی مبنی بر روسپی‌گری را دریافت کرده‌اند. از سوی دیگر موضوع سیاست تک‌فرزندی در چین نیز به عنوان یک موضوع کمک‌کننده به گسترش روسپی‌گری بوده‌است.
روسپی‌گری با فساد مقامات دون‌پایهٔ سیاسی مرتبط می‌باشد. مقامات دولتی بر این تصور می‌باشند که وجود روسپی‌ها در مرکز تفریحی باعث جذب توریست می‌شود و همچنین درآمد مراکز درمانی و درآمدهی مالیاتی نیز افزایش پیدا خواهد کرد. گاهی اوقات مسئولین دولتی به شکل مستقیم در اقتصاد روسپی‌گری دخیل می‌باشند.

### بزهکاری
به جز خشونت‌هایی که به علت ویژگی شغل روسپی‌گری علیه آن‌ها به کار می‌رود، تاکنون روسپیان چندین بار مورد حمله قرار گرفتند و حتی کشته شدند که علت اصلی آن سرقت درآمدهای حاصل از روسپی‌گری توسط سارقین بوده‌است. همچنین تعدادی از جرم‌ها از جمله دزدی و کلاهبرداری از مردان مشتری سکس، و پرداخت رشوه به مقامات دولتی افزایش پیدا کرده‌است.
حلقه‌های تبهکاری به صورت گسترده‌ای به قاچاق زنان به داخل و خارج چین برای استفاده از آن‌ها به عنوان روسپی می‌پردازند. در برخی موارد زنان پس از چندین بار مورد تجاوز قرار گرفتن، بالاجبار مجبور به همکاری با قاچاقچیان می‌شوند. چین همچنین شاهد گسترش تعداد روسپی‌های معتاد به هروئین می‌باشد. روسپیان معتاد به مواد مخدر اغلب وارد باندهای تبهکاری داخلی وخارجی می‌شوند.

### بیماری‌ها
تعداد بیماری‌های مقاربتی نیز هم‌زمان با گسترش روسپی‌گری افزایش پیدا کرد.

## انواع و مکان‌ها

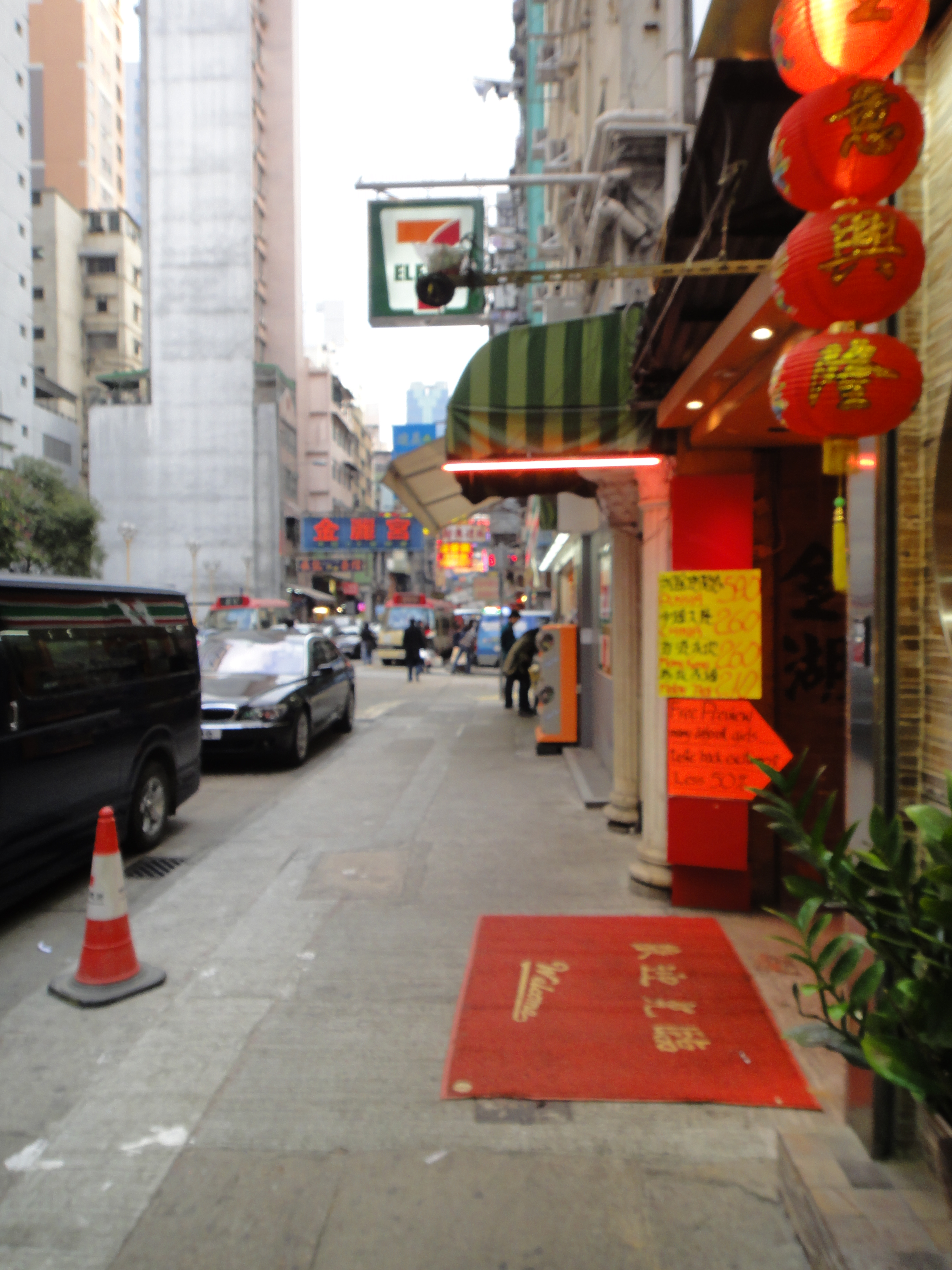
یک فروشگاه لوازم سکسی در هنگ کنگ

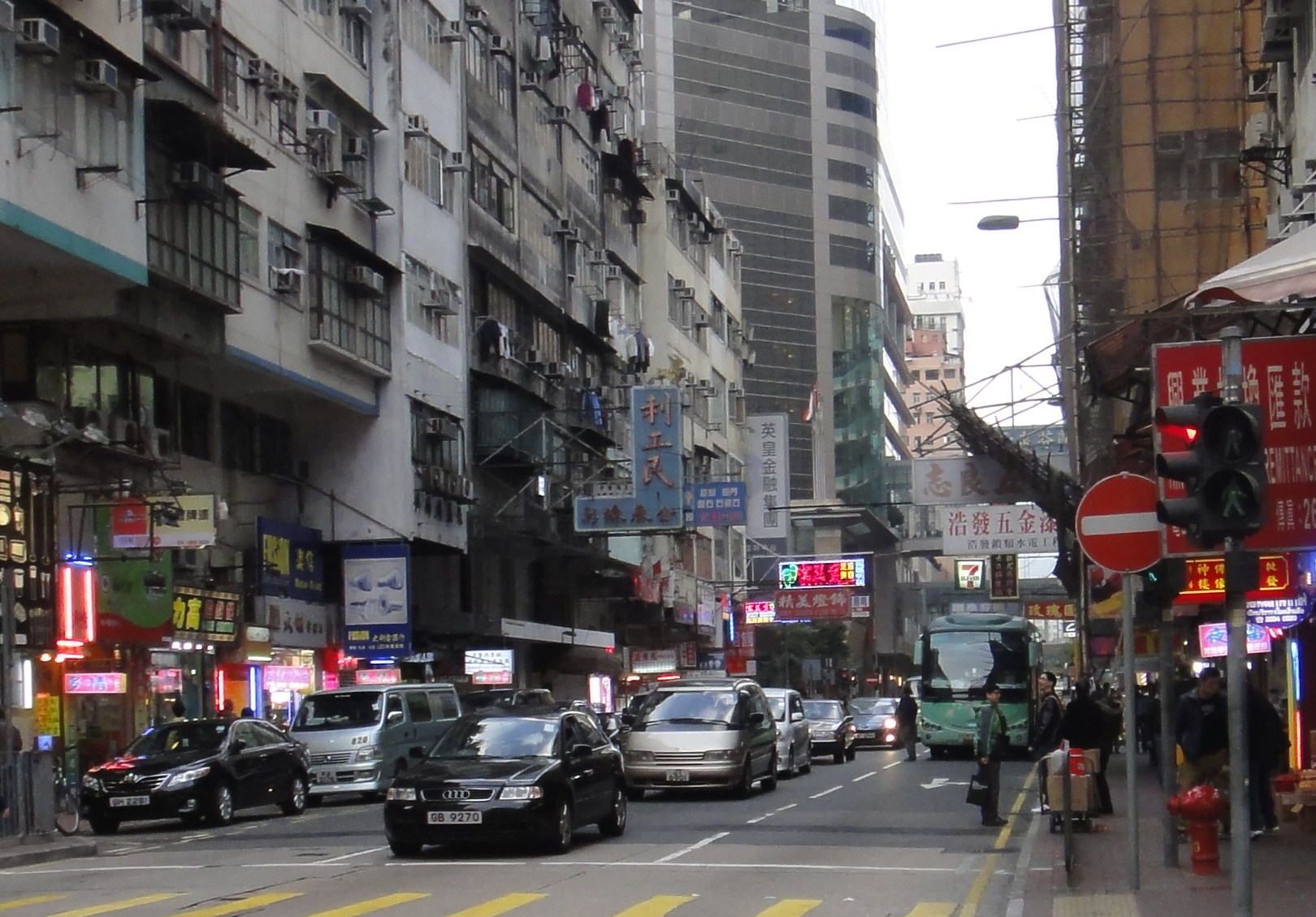
خیابان رِدلایت هنگ کنگ

پلیس چین طبقه‌بندی خاصی برای انواع روسپی‌گری دارد. این طبقه‌بندی شامل هفت رده از بالا به پایین می‌شود. خدمات روسپی‌گری متنوع است مثلاً در بعضی مکان‌ها سکس مقعدی و زبانی مورد تنفر می‌باشد. مشتریان روسپی‌ها نیز از طبقات متفاوت اجتماعی هستند.

### ردهٔ اول برنی (包二奶)
زنانی که به عنوان همسر دوم افراد ثروتمند و قدرتمند همچون مقامات دولتی و فعالین اقتصادی کار
می‌کنند. این روش به این صورت است که روسپی برای یک دورهٔ زمانی مشخص همراه با مزایای مشخص به مشتری خود خدمات ارائه می‌کند در بعضی موارد روسپی‌ها و مشتریان مرد به یکدیگر عادت می‌کنند به گونه‌ای که در نهایت ممکن است همسر واقعی یکدیگر شوند.

### دومین رده-بئوپو (包婆 «زنان مسافرتی»)
این گروه از روسپیان مشتریان ثروتمند خود رادر سفرها همراهی می‌کنند و به آن‌ها خدمات ارائه می‌دهند.
روسپی‌گری به روش ردهٔ اول و دوم به شدت مورد تنفر و خشم عمومی می‌باشد زیرا این گونه اقدامات ارتباط مستقیمی با فساد سیاسی در چین دارد. برخی از کارشناسان با انتقاد از این روشٔها اعلام می‌کنند که این اقدامات منجر به ایجاد حقوق ویژه به سودبورژوازی می‌شود. یک گروه طرفدار حقوق زنان در چین تلاش فراوانی را برای از بین بردن این گونه روش‌ها به عنوان تهدیدکنندهٔ قراردادهای رسمی ازدواج انجام داد.

### ردهٔ سوم-سنتینگ (三厅 «سه اتاقه»)
زنانی که اعمال جنسی خود را با مردان در مکان‌های رقص و آواز، بارها، رستوران‌ها و چایخانه‌ها انجام می‌دهند. این زنان درآمد خود را از انعامی که مردان مشتری به آن‌ها می‌دهند به دست می‌آورند. این انعام‌ها که در ظاهر هزینهٔ مصرف غذا و نوشیدنی‌ها در این مکان‌هاست، به روسپی‌ها داده می‌شود. این زنان اجازه می‌دهند که مشتریان مرد آن‌ها را نوازش کنند یا آن‌ها را در بغل گیرند حتی اگر مشتری مشتاق بود می‌تواند با آن‌ها رابطهٔ جنسی داشته باشد.

### ردهٔ چهار-دختران تلفنی 叮咚小姐
زنانی که از طریق تلفن ترتیب ملاقات‌هایی را در هتل‌ها می‌دهند. این روش برای یک بار رابطهٔ جنسی یا رابطهٔ جنسی در تمام طول شب مورد استفاده قرار می‌گیرد.

### ردهٔ پنجم-خواهران سالن انتظار (发廊妹)
زنانی که در مکان‌هایی کار می‌کنند که تحت عنوان مرکز ماساژ، خدمات بهداشتی و دیگر خدمات درمانی به ارائهٔ خدمات جنسی می‌پردازند. از جملهٔ این مکان‌ها می‌توان سالن‌های زیبایی، آرایشگاه‌ها، حمام‌ها و سوناها را نام برد. از خصوصیات این روش کمک به استمناء مشتری و سکس دهانی باشد.

### ردهٔ ششم-جینو(街女 «دختران خیابانی»)
زنانی که در خیابان‌ها مردان مشتری خود را جذب می‌کنند.

### ردهٔ هفتم下工棚
زنانی که برای کارگران روستایی خدمات جنسی ارائه می‌دهند.
دو ردهٔ پایانی نشان‌دهندهٔ آن گروه از روسپیان است که برای تأمین حداقل معاش یا جبران بدهی‌های خود مجبور به روی آوردن به این کار شده‌اند. این گروه از روسپیان ارتباطی با فساد سیاسی و طبقات متوسط اجتماعی به وجود آمده در چین ندارند.

## واکنش قانونی
حزب کمونیست چین قانونی کردن روسپی‌گری با رضایت طرفین را به عنوان آزادی شهروندی نپذیرفته‌است و دولت چین افراد شرکت‌کننده در فعالیت‌های روسپی‌گری را جریمه می‌کند.

### قانون روسپی‌گری
تا دههٔ ۱۹۸۰ روسپی‌گری نگرانی مهمی برای کنگرهٔ ملی خلق چین محسوب نمی‌شد. قانون کیفری چین نوشته‌شده در سال ۱۹۷۹ هیچ اشارهٔ مستقیمی به موضوع فحشا نمی‌کرد. مقابله با روسپی‌گری توسط استانداری‌ها یا اقدامات نیروی پلیس بدون وجود قانون مدون انجام می‌گرفت. اولین تلاش‌ها در این مورد مربوط به تصویب قانونی در سال ۱۹۷۸ می‌شود که در آن به صراحت به موضوع روسپی‌گری(嫖宿暗娼)اشاره شده‌است.
در اوایل دههٔ ۱۹۹۰ اولین بار موضوع فحشا به عنوان موضوعی مشخص و مجزادر قوانین مدنی چین قرار داده شد. در قانون مصوب ۱۹۹۱ معاملات مبتنی بر ارائهٔ روابط جنسی ممنوع شد. در سال ۱۹۹۷ قانون کیفری چین برای افرادی که در جرایم سازمان‌یافتهٔ مرتبط با روسپی‌گری دخیل باشند مجازات مرگ در نظر گرفت . از جملهٔ این اقدامات تجاوز جنسی و ایجاد جراحات بدنی بوده‌است. همچنین این قوانین مجازات‌هایی را برای افرادی که در معاملات مربوط به سکس با وجود اطلاع از آلودگی خود به بیماری مقاربتی و همچنین برای رابطهٔ جنسی با افراد زیر ۱۴ سال در نظر می‌گرفت. در سال ۲۰۰۳ مردان روسپی همجنس گرا نیز مورد پیگرد قانونی قرار گرفتند. در قانون مدون سال ۱۹۹۰ سیستم قانونی برای کنترل تفریحگاه‌ها ایجاد شد هدف از این اقدام جلوگیری از فعالیت مدیران و کارکنان مراکزی با مشتریان مرد بود که از فعالیت‌های روسپیان در این مراکز برای جلب مشتری استفاده می‌کردند. همچنین قوانینی برای جلوگیری از فعالیت مراکزی که توسط زنان و برای ارائهٔ خدمات جنسی اداره می‌شد تصویب شد.

### تنبیه حزبی
پس از گسترش فساد سیاسی در میانهٔ دههٔ ۱۹۹۰ اقداماتی برای ممنوعیت اشتغال افراد دولتی در مراکز تفریحی و شرکت در فعالیتٔهای اقتصادی غیرقانونی انجام شد. از جملهٔ این اقدامات ایجاد قوانین انضباطی در حزب کمونیست چین در مورد صرف درآمدهای دولتی برای همسران دوم یا همسران مخفی اعضای حزب بود. با افزایش فشار بر حزب کمونیست برای مقابله با فساد اعضای حزب، رسانه‌های چین موارد متعددی از دستگیری اعضا به اتهام سوء استفاده از موقعیت دولتی را اعلام کردند.

## پلیس

### اقدامات پلیس
پلیس چین با روسپی‌ها به عنوان یک مجرم برخورد می‌کند. نیروهای پلیس در گشت خود در اماکن عمومی معمولاً روسپی‌های خیابانی را دستگیر می‌کند. روسپی‌ها و مشتریان آن‌ها در صورت دستگیری با پرداخت جریمه و دریافت اخطار آزاد می‌شوند.
روسپی‌ها ومشتریان آن‌ها برای جلوگیری از دستگیری توسط پلیس روشٔهای گوناگونی را به کار می‌برند. از آن جمله می‌توان به استفاده سیستم‌های ارتباطی همچون موبایل و پیجر برای ارسال پیام به یکدیگر را نام برد.همچنین برخی از این افراد از تاکسی‌ها و ماشینٔهای شخصی برای نقل و انتقال استفاده می‌کنند این گونه اقدامات توانایی پلیس را در تشخیص افراد مرتبط با روسپی‌گری کاهش می‌دهد. برخی از روسپی‌ها از طریق اینترنت و با استفاده از پیام‌های فوری اینترنتی مشتریان خود را جلب می‌کنند.

### انتقادات
مبارزات فراگیر نیروهای پلیس با روسپی‌گری معمولاً همراه با تبلیغات رسانه‌ای رسمی این کشور به صورت ارائهٔ آمارهای گستردهٔ دستگیری‌های روسپیان انجام می‌گیرد. این گونه اقدامات که به صورت یک روش منسوخ و قدیمی بر اساس فرمول‌های دههٔ ۱۹۵۰ انجام می‌گیرد مورد انتقاد کارشناسان قرار گرفته‌است.
مبارزات حزب کمونیست چین با روسپی‌گری با رشد بخش‌های درمانی و تفریحگاه‌ها همراه بود. در نتیجه، اقدامات نیروهای پلیس مفید به فایده واقع نمی‌شد. همچنین قراردادهای کار در چین نمی‌تواند از نیروهای کار در این گونه فعالیت‌ها در مقابل پدیدهٔ آزار جنسی حمایت کند.

### تحقیر
پلیس چین در برخی موارد روسپیان را مجبور به پیاده‌روی در داخل شهر می‌کند. علت این اقدام پلیس ایجاد حس شرم در روسپیان می‌باشد این اقدامات به صورت گسترده مورد انتقاد طرفداران حقوق زنان قرار گرفته‌است زیرا آنان این کار را باعث تحقیر روسپیان می‌دانند.

### مجازات کودکان روسپی
در چین کودکان روسپی به زندان محکوم می‌شوند این در حالیست که افرادی که با آن‌ها رابطه برقرار می‌کنند به ویژه اگر از گروه‌های ثروتمند چینی باشند با مجازات روبه‌رو نمی‌شوند. در قوانین چین تنها رابطهٔ جنسی با افراد زیر ۱۴ سال با مجازات سنگینی مواجه می‌شود.

## قانونی کردن روسپی‌گری
فعالیت‌های غیرقانونی همراه مشکلات ویژهٔ روسپی‌گری، باعث مطرح شدن موضوع قانونی کردن روسپی‌گری در چین شده‌است. یک سری از سازمان‌های غیردولتی و طرفدار حقوق بشر بین‌المللی دولت چین را به خاطر کوتاهی در مطابقت با«کنوانسیون رفع هر گونه تبعیض علیه زنان» مورد انتقاد قرار می‌دهند. آن‌ها دولت چین را متهم می‌کنند که «روسپی‌گری افراد با رضایت شخصی» را نمی‌پذیرد، تنها با روسپیان در رده‌های پایین طبقه‌بندی روسپی‌گری برخورد می‌شود و تنها روسپیان فقیر را جریمه می‌کند، در حالی که از فساد سیاسی مقامات دولتی دخیل در روسپی‌گری چشم‌پوشی می‌کند.
مراکز اصلی رسانه‌ای چین اجازهٔ مطرح شدن دفاعیهٔ حامیان قانونی شدن روسپی‌گری را نمی‌دهند. ولی با این وجود برخی از این استدلال‌های حامی قانونی شدن روسپی‌گری مطرح می‌شود. برخی از حامیان قانونی شدن روسپی‌گری آن را در راستای توسعهٔ اقتصادی چین می‌دانند و اعلام می‌کنند که با رشد اقتصادی چین روسپی‌گری خود به خود کاهش پیدا خواهد کرد.
گروهی دیگر از کارشناسان برای حمایت از قانونی کردن روسپی‌گری به آموزه‌های مارکسیستی تأسی می‌کنند و اعلام می‌کنند که غیرقانونی بودن روسپی‌گری به عنوان نوعی تبعیض جنسی، نقض حقوق بشر می‌باشد. گروهی دیگر از کارشناسان این گونه کنترل‌ها و مبارزات با روسپی‌گری را کندکنندهٔ مبارزه با بیماری‌های مقاربتی همچون ایدز می‌دانند. 
بااین وجود موضوع قانونی شدن روسپی‌گری چندان از طرف مقامت حزب کمونیست چین مورد توجه قرار نگرفته‌است که علت اصلی آن نبود حمایت اجتماعی از این طرح می‌باشد. در چین به خاطر وجود ضعف قانونی و اقتصاد در حال توسعهٔ چین، قانونی کردن روسپی‌گری ممکن است منجر به بغرنج‌تر شدن موضوعاتی همچون قاچاق زنان شود. علاوه بر این دولت چین اعلام کرده‌است قانونی کردن روسپی‌گری کمکی به حل مشکل روسپی‌گری پنهان نمی‌کند زیرا روسپیان با توجه به فرهنگ چین از طرف جامعه طرد می‌شوند. همچنین نبود سندیکاهای کارگری مناسب در چین باعث خواهد شد که موارد مربوط به سلامت نیروی کار (روسپیان) در نظر گرفته نشود.

### منع کادرهای حزب کمونیست چین از رابطه با زنان تن‌فروش
در اکتبر ۲۰۰۹ میلادی، کمیتهٔ مرکزی حزب کمونیست چین، در پی رسوایی‌های پی‌درپی از جانب کادرهای حزب، رابطهٔ اعضای بلندپایهٔ حزب با زنان تن‌فروش را ممنوع اعلام کرد. از این پس کارگزاران حزب موظف‌اند، از رفتن به عشرتکده‌ها خودداری کنند.

## روسپی‌گری در رسانه‌ها
اعمال مربوط به روسپی‌گری به مقدار فراوانی وارد زبان عامیانهٔ مردم چین شده‌است. همچنین موضوعات مربوط به روسپی‌گری طرفداران زیادی به خصوص در اینترنت دارد. اخبار مربوط به حمله به مراکز فحشا، دادگاه‌های مربوط و خانواده‌های مرتبط با روسپی‌گری، به شکل هیجان‌انگیزی در رسانه‌های چین مطرح می‌شود. یکی از این موارد خبری مربوط به مجلس عیاشی بین ۴۰۰ مشتری ژاپنی با ۵۰۰ روسپی چینی در سال ۲۰۰۳ بوده‌است. به علت وجود حس «ژاپنی‌ستیزی» در چین این خبر به شدت مورد توجه قرار گرفت.
مورد دیگری که مورد توجه رسانه‌ای قرار گرفت، محکومیت یک عضو حزب دمکرات که نامزد شورای قانونگذاری هنگ کنگ نیز بوده‌است به شش ماه حضور در مرکز بازپروی به جرم کرایهٔ یک روسپی بوده‌است.
در سال ۲۰۰۹ نتایج یک نظرسنجی در چین نشان داد که روسپیان سومین گروه اجتماعی مورد اعتماد مردم چین پس از کشاورزان و روحانیون هستند و مردم این کشور فاحشه‌ها را حتی بیشتر از دانشمندان، سیاست‌مداران و معلمان قابل اعتماد می‌دانند. در واکنش به این موضوع روزنامهٔ دولتی چاینا دیلی با چاپ سرمقاله‌ای آن را تعجب‌انگیز و شرم‌آور توصیف کرد.

### در فیلم‌ها
موضوع روسپی‌گری وارد موضوعات هنری نیز شده‌است. در سال ۱۹۹۵ لی شائوهنگ فیلمی به نام «سرخی خجالت» را ساخت که دربارهٔ داستان بازپروری گروهی از روسپیان در سال ۱۹۴۹ و ایجاد یک مثلث عشقی بین دو روسپی و یک مأمور مرکز بازپروری بود. در صحنه‌ای از این فیلم یک روسپی سعی می‌کند که خود را دار بزند وقتی از او سؤال می‌شود که چرا این کار را انجام داده‌است در پاسخ می‌گوید که من در فاحشه‌خانه متولد شدم و زندگی به آن روش را دوست دارم که در واقع این صحنه انتقادی به عملکرد دولت چین در موضوع روسپی‌گری بوده‌است. در سال ۱۹۹۸ فیلمی به نام «دختر شکست‌خورده» ساخته شد که داستان دراماتیک یک روسپی در روستایی در زمان مائو را روایت می‌کند.

## بهداشت
در پی گسترش تعداد افراد مبتلایان به اچ آی وی در یکی از شهرهای نزدیک به مرز چین و هنگ کنک ۵۰ جایگاه خودکار فروش کاندوم در این شهر نصب شد. بسیاری از توریست‌های هنگ‌کنگی مشتری فاحشه‌خانه‌های این شهر می‌باشند. در اولین ماه پس از راه‌اندازی این جایگاه‌ها ۲۰۰۰ تا ۳۰۰۰ کاندوم به فروش رفت.